# Jacques Berlioz
Jacques Berlioz (Parigi, 9 dicembre 1891 – Parigi, 21 dicembre 1975) è stato uno zoologo francese.
Entrò nello staff del Museo Nazionale di Storia Naturale nel 1912, del quale divenne, nel 1949, conservatore dei mammiferi e degli uccelli, carica che conservò fino al suo ritiro, nel 1962. Nel 1966 fu vicepresidente della Lega per la Protezione degli Uccelli (LPO).

## Studi pubblicati
- 1917: Sur les variations de plumage chez les Oiseaux. Rev. fr. Orn., 5: 173-174.
- 1920: Observations critiques sur le chant des oiseaux en hiver. Rev. fr. Orn., 6: 5-8.
- 1920: Sur les oiseaux producteurs de Guano au Pérou. Rev. fr. Orn., 6: 44-47.
- 1921: Les Veuves oiseaux de volière. Oiseau, 2: 44-50.

| Berlioz è l'abbreviazione standard utilizzata per le specie animali descritte da Jacques Berlioz. Categoria:Taxa classificati da Jacques Berlioz |